# Guanomyces polythrix
Guanomyces polythrix — вид грибів, що належить до монотипового роду Guanomyces.